# Eagle Premier
Eagle Premier – samochód osobowy klasy wyższej produkowany pod amerykańską marką Eagle w latach 1987 – 1992.

## Historia i opis modelu

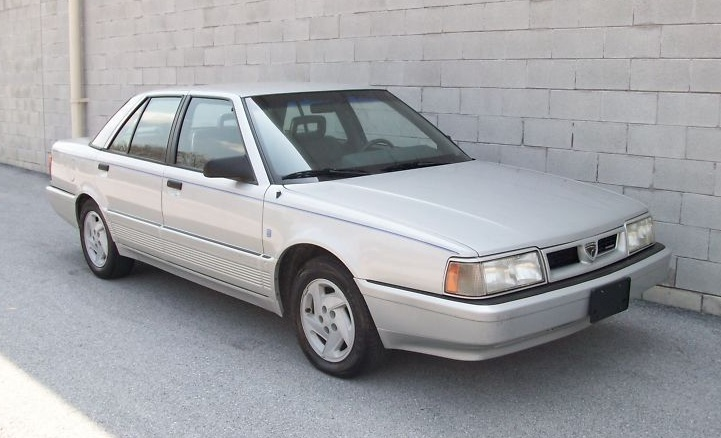
Eagle Premier Limited

Konstrukcyjnie oparty został na płycie podłogowej Chrysler B-body. Dostępny jako 4-drzwiowy sedan. Do napędu używano silników R4 o pojemności 2,5 litra oraz V6 3.0. Moc przenoszona była na oś przednią poprzez 4-biegową automatyczną skrzynię biegów. Bliźniaczym modelem był Dodge Monaco.

### Dane techniczne (R4 2.5)
- R4 2,5 l (2464 cm³), 2 zawory na cylinder, OHV
- Układ zasilania: wtrysk
- Średnica cylindra × skok tłoka: 98,40 mm × 80,96 mm
- Stopień sprężania: 9,2:1
- Moc maksymalna: 113 KM (83 kW)
- Maksymalny moment obrotowy: 193 N•m przy 1400 obr./min
- Przyspieszenie 0-100 km/h: 11,5 s

### Dane techniczne (V6 3.0)
- V6 3,0 l, 2 zawory na cylinder, SOHC
- Moc maksymalna: 153 KM (112 kW)
- Maksymalny moment obrotowy: 232 N•m
- Przyspieszenie 0-100 km/h: 10,0 s